# Meta Velander
Eva Margareta Velander (født 13. august 1924, død 16. maj 2025) var en svensk skuespillerinde.

## Liv og karriere
Hun voksede op på Kungsholmen i Stockholm og boede der til hun fyldte 21. Velander begyndte at spille teater, mens hun stadig gik i skole. Efter at have studeret på Dramatens elevskola mellem 1947 og 1950, var Meta Velander ansat på Uppsala stadsteater, hvor hun arbejdede indtil 1957. Hun var sidenhen tilknyttet Stockholms stadsteater.
Udover teaterroller medvirkede Meta Velander også i adskillige film og tv-serier.

## Privatliv
Hun var gift med skuespilleren Ingvar Kjellson fra 1949 og frem til hans død i 2014. Parret fik to børn sammen.

## Filmografi
- Scenens børn (1945, ukrediteret)
- Når Stockholm sover (1950, ukrediteret)
- Køresvenden (1958, ukrediteret)
- Hvem vil ha' min kone? (1964)
- Elskende par (1964, ukrediteret)
- Jomfrutro og dobbeltmoral (1965)
- Pippi Langstrømpe (tv-serie, 1969)
- Alle tiders Kalle (1972)
- Manden, som holdt op med at ryge (1972)
- Drømmen om Amerika (1976)
- Tabu (1977)
- Manden som gik op i røg (1980)
- Höjdhoppar'n (1981)
- Agnes Cecilia (1991)
- Sunes jul (julekalender, 1991)
- Allis med is (tv-serie, 1993)
- Rederiet (tv-serie, 1996-1997)
- Skærgårdsdoktoren (tv-serie, 1997)
- Peddersen og Findus - fornemt besøg (animationsfilm, 2000)
- Nedtælling (2001)
- Hjerteslag (tv-serie, 2008)
- Den fjerde mand (tv-serie, 2014)
- Beck (tv-serie, 2016)
- Elsk mig (tv-serie, 2020)